# Wayne Grady
Wayne Desmond Grady (Brisbane. 26 juli 1957) is een professioneel golfer uit Australië.

## Carrière

### Golfer
Wayne Grady werd in 1978 professional. Hij speelde in 1984 op de Europese PGA Tour en won het Duits Open. EInd 1984 behaalde hij op de Tourschool een spelerskaart voor 1985. In 1989 kwam hij in de play-off van het Brits Open maar verloor van Greg Norman en Mark Calcavecchia, die het Open won. In 1990 won hij het Amerikaans PGA Kampioenschap.

#### Gewonnen

##### PGA Tour
- 1989: Manufacturers Hanover Westchester Classic
- 1990: PGA Championship

##### Europese Tour
- 1984: Lufthansa German Open

##### PGA Tour of Australasia
- 1978: Westlakes Classic
- 1988: Australian PGA Championship
- 1991: Australian PGA Championship

##### Elders
- 1993: Indonesian PGA Championship

##### Senior
- 2007: Australian Senior Open

#### Teams
- Alfred Dunhill Cup: 1989, 1990, 1991
- Four Tours World Championship: 1985 1989, 1990 (winnaars)
- World Cup: 1978, 1983, 1989 (gewonnen met Peter Fowler)

### Commentator
In 2000 werd Grady commentator bij de BBC en versloeg golftoernooien.

Sinds 2005 zit Grady in het bestuur van de Australische PGA Tour, hij heeft zijn eigen bedrijf opgericht en ontwerpt golfbanen. In 2012 maakte hij een nieuwe 18 holesbaan voor de Ipswich Golf Club, waar hij regelmatig het Queensland Open heeft gespeeld. Hij speelt af en toe op de Senior Tour.